# Welcome Stranger

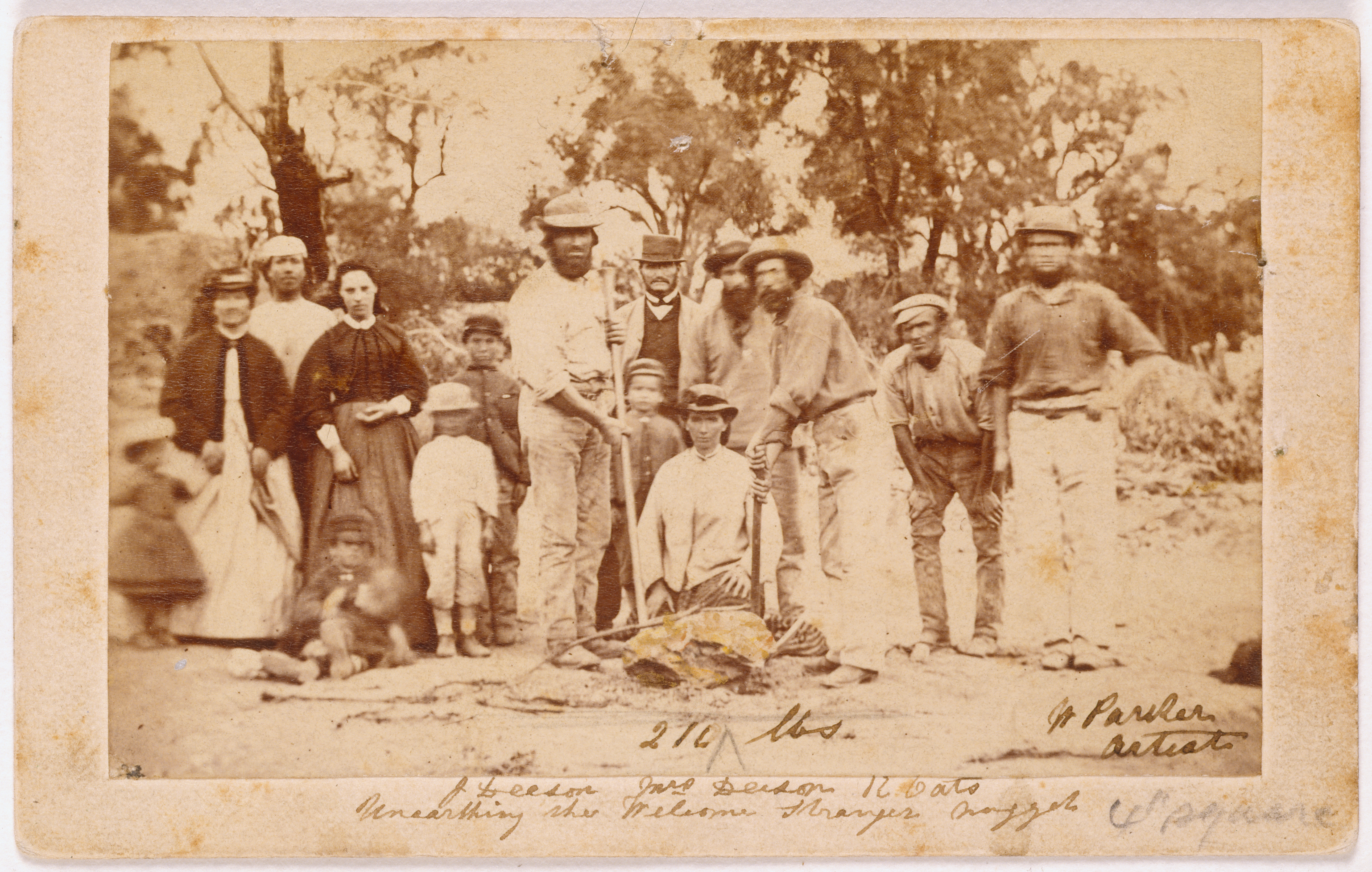
Guldgrävarna poserar framför sitt fynd

Welcome Stranger är historiens största guldklimp. Den hittades den 5 februari 1869 av John Deason och Richard Oates i Moliagul i Victoria i Australien. Klimpen innehöll 72,02 kg rent guld. Den såldes senare för 9 538 pund.